# Michel Félix Dunal
Michel Félix Dunal (* 24. Oktober 1789 in Montpellier; † 29. Juli 1856 ebenda) war ein französischer Botaniker. Sein offizielles botanisches Autorenkürzel lautet „Dunal“; früher war auch das Kürzel „Dun.“ in Gebrauch. Er ist der Bruder der Botanikerin Lucy Dunal.

## Leben und Wirken
Dunal war Professor für Botanik in Montpellier. Von 1816 bis 1819 hatte er den Lehrstuhl für Medizinische Naturgeschichte inne.
Für das Werk Prodromus systematis naturalis regni vegetabilis von Augustin-Pyrame de Candolle und dessen Sohn Alphonse Pyrame de Candolle trug er zu Band I von 1824 „Cistineae“ bei, zu Band VII Nr. 2 von 1839 „Vaccinieae“ sowie zu Band XIII Nr. 1 von 1852 „Solanaceae“. Seine Veröffentlichung aus dem Jahr 1852 war die letzte, bis auf Art-Ebene vollständige, taxonomische Darstellung der Familie der Nachtschattengewächse (Solanaceae). Darin findet sich auch ein erster Ansatz, die Gattung der Nachtschatten (Solanum) in Sektionen zu unterteilen. Ansatzpunkte waren morphologische Merkmale wie die Form der Antheren und das (Nicht)Vorhandensein von Stacheln.
1819 wurde er als korrespondierendes Mitglied in die Académie des sciences in Paris aufgenommen.

## Taxonomische Ehrung
Ihm zu Ehren wurde die Gattung Dunalia Kunth der Pflanzenfamilie der Nachtschattengewächse (Solanaceae) und die Gattung Dunaliella Teodor. der Algen benannt.

## Werke
- Histoire naturelle, médicale et économique des Solanum, et des genres qui ont été confondues avec eux. Paris; Strasbourg: Koenig; Montpellier: Renaud, 1813
- Solanorum generumque affinium synopsis: seu Solanorum historiae editionis secundae summarium. 1816
- Monographie de la famille des Anonacées. Paris: Treuttel & Würtz, 1817
- Solanaceae. In: Alphonse Pyrame de Candolle (Herausgeber): Prodromus systematis naturalis regni vegetabilis. Paris 1852, S. 1–690.